# Virdois

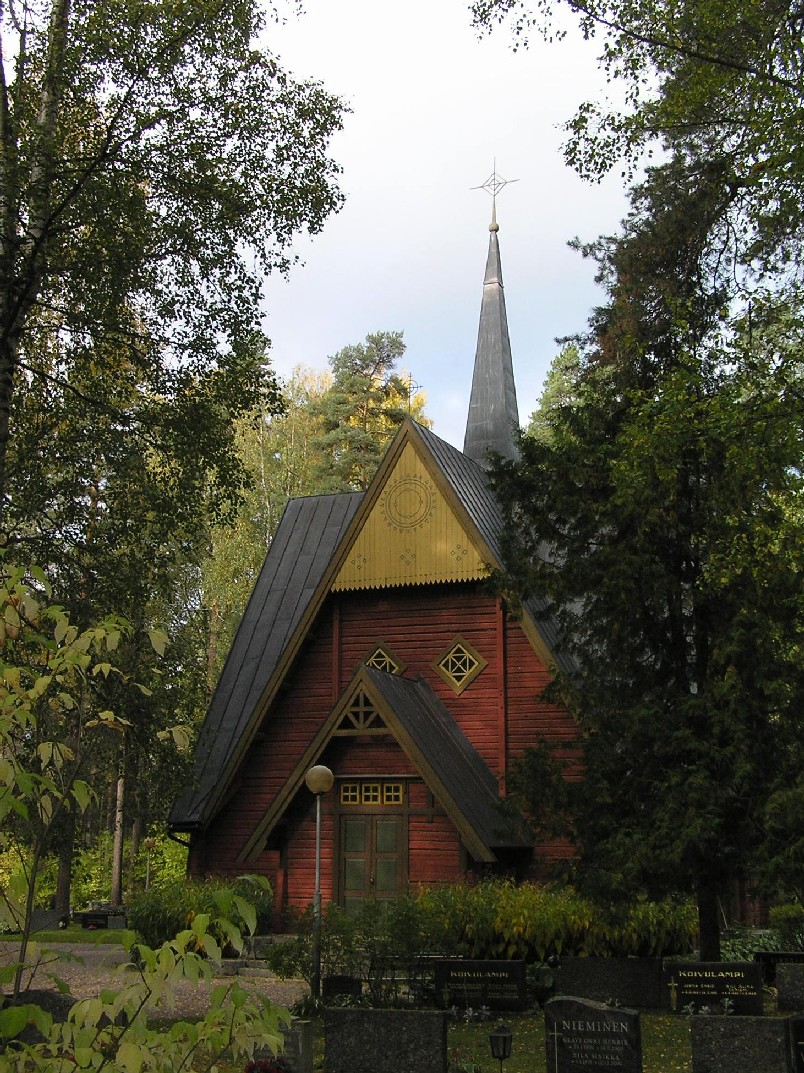
Begravningskapell i Virdois, ritat av arkitekten Usko Nyström och uppfört 1902.

Virdois (finska: Virrat) är en stad och kommun i landskapet Birkaland i Finland. Virdois har 6 465 invånare och har en yta på 1 299,08 km². Virdois grundades 1868, blev köping 1974 och stad 1977.
Virdois grannkommuner är Alavo, Keuru, Kihniö, Ylöjärvi, Ruovesi, Seinäjoki, Mänttä-Vilppula och Etseri.
Virdois är en enspråkigt finsk kommun.
På Mars finns kratern Virrat, uppkallad efter staden.

## Namn
Stadens finskspråkiga namn Virrat är pluralformen av ordet virta (på svenska: ström). Virdois är Finlands enda kommun som har sitt namn i pluralis.

## Administrativ historik
1 januari 1973 inkorporerades del av den upphörda kommunen Pohjaslahti.

## Geografi
Följande byar ligger i Virdois:
- Härkönen
- Jäähdyspohja
- Ikkala
- Killinkoski
- Koro
- Kotala
- Kurjenkylä
- Lahdenkylä
- Liedenpohja
- Ohtola
- Rantakunta
- Vaskuu
- Vaskivesi
- Äijänneva

## Politik

### Mandatfördelning i Virdois kommun, valen 1976–2021
| 6 | 9 |  | 13 |  | 5 |

| 5 | 10 | 13 |  | 6 |

| 5 | 9 |  | 13 |  | 6 |

| 4 | 10 |  | 14 |  | 5 |

| 4 | 10 |  | 13 | 2 | 5 |

| 4 | 9 | 14 |  | 7 |

| 3 | 9 | 16 |  | 6 |

| 2 | 7 | 12 |  | 5 |

| 19 | 8 |

| 2 | 6 | 2 | 10 |  | 6 |

| 18 | 9 |

|  | 6 | 4 | 11 |  | 4 |

| 18 | 9 |

| 2 | 6 | 3 | 9 |  | 6 |

| 17 | 10 |

| 2 | 5 | 6 | 4 | 8 |  |  |

| 17 | 10 |

## Infrastruktur
Genom Virdois gick Haapamäki-Björneborg-banan, men denna järnväg lades ner på 1980-talet.

## Befolkningsutveckling
| Befolkningsutvecklingen i Virdois stad 1975–2020                                                             | Befolkningsutvecklingen i Virdois stad 1975–2020 | Befolkningsutvecklingen i Virdois stad 1975–2020 | Befolkningsutvecklingen i Virdois stad 1975–2020 | Befolkningsutvecklingen i Virdois stad 1975–2020 |
| --- | ------------------------------------------------ | ------------------------------------------------ | ------------------------------------------------ | ------------------------------------------------ |
| |                                                  |                                                  |                                                  |                                                  |
| År |                                                  |                                                  | Folkmängd                                        |                                                  |
| 1975 | 1975                                             |                                                  | 9 786                                            |                                                  |
| 1980 | 1980                                             |                                                  | 9 621                                            |                                                  |
| 1985 | 1985                                             |                                                  | 9 391                                            |                                                  |
| 1990 | 1990                                             |                                                  | 9 143                                            |                                                  |
| 1995 | 1995                                             |                                                  | 8 879                                            |                                                  |
| 2000 | 2000                                             |                                                  | 8 236                                            |                                                  |
| 2005 | 2005                                             |                                                  | 7 851                                            |                                                  |
| 2010 | 2010                                             |                                                  | 7 514                                            |                                                  |
| 2015 | 2015                                             |                                                  | 7 002                                            |                                                  |
| 2020 | 2020                                             |                                                  | 6 510                                            |                                                  |
| Anm: Uppgifterna avser förhållandena den 31 december nämnda år enligt områdesindelningen den 1 januari 2022. |                                                  |                                                  |                                                  |                                                  |

## Kända personer från Virdois
- Usko Nyström, arkitekt (1861-1925)
- Harri Jaskari, riksdagsledamot (Samlingspartiet) 2007-
- Jaana Ylä-Mononen, riksdagsledamot (Centern) 1999-2007
- Martti Kitunen, björnjägare
- Into Konrad Inha, translator, författare, fotograf
- Keijo Leppänen, nyhetsläsare på TV, författare
- Erja Hirvi, textilplanerare
- Marjaana Aumasto, författare
- Matti Peltokangas, bildhuggare